# 玛德琳尼·罗宾森
梅德琳·羅賓森（英語：Madeleine Robinson，1917年11月5日—2004年8月1日），是一名法國女演員。她出生於巴黎附近，母親是法國人，而父親是捷克人。

## 外部鏈接
- 玛德琳尼·罗宾森在互联网电影资料库（IMDb）上的資料（英文）